# محمد بن صويعي الخيتوني
محمد الصويعي الخيتوني (أبو الجابري) مجاهد ليبي قاوم الجيش الإيطالي.

## ادواره في حركة الجهاد
- كان رئيس قبائل النواحي الأربعة التي كانت دائما في مقدمة القبائل الطرابلسية التي ابلت بلاء حسنا في قتال الطليان.
- أحد الرؤساء الذين انيطت بهم إدارة المجاهدين والاشراف على حركة الجهاد في المنطقة الغربية.
- أحد الرؤساء الذين كلفوا من قبل المجاهدين للنظر في معاهدة اوشي لوزان التي عقدت بين الترك والطليان بشأن طرابلس.
- أحد أعضاء هيئة المفاوضات في صلح بن يادم.
- أحد أعضاء الحكومة الطرابلسية التي شكلها المجاهدون في المنطقة الغربية.
- عضو بارز من أعضاء مؤتمر غريان.
- أحد أعضاء مؤتمر سرت.

مدحه المؤرخ الطاهر أحمد الزاوي فقال " وما من مهمة من مهمات الجهاد في طرابلس الا ونجده فيها بفكره ورأيه وقومه، يقاتل مع المقاتلين، ويفكر مع المفكرين، ويدعو إلى الاتفاق ورأب الصدع مع الساعين في الخير والاتفاق "

## اخر مراحل حياته
لما انتهت المقاومة في المنطقة الغربية هاجر مع المهاجرين إلى فزان 1924 م وتوفي مهاجرا عن وطنه.